# Setze Regnes
El període dels Setze Regnes a la Xina (xinès tradicional: 十六國; xinès simplificat: 十六国; pinyin: Shíliù Guó), fou una sèrie de nombrosos i efímers regnes establerts al nord de la Xina i regions properes entre el 304 i el 439, quan Wei del Nord va reunificar Xina i la dinastia Jin es va retirar al sud de la Xina. El terme fou introduït per Cui Hong al llibre Shiliuguo Chunqiu (Annals de primavera i tardor dels setze regnes) i limitat només als 16 regnes d'aquesta era, concretament els estats de Zhao anteriors, Zhao posteriors, Cheng Han, Liang anteriors, Liang posteriors, Liang septentrionals, Liáng occidentals, Liang meridionals, Yan anteriors, Yan posteriors, Yan septentrionals, Yan meridionals, Jin anteriors, Qin posteriors i Qin occidentals i Xia. El terme s'ha ampliat per incloure a totes les sobiranies del 304 fins al 439. No tots aquest estats van existir durant aquest període.
Un terme menys usat, el Període dels Setze Regnes representa aquesta època turbulenta del 304 al 439.
Gairebé tots els governants dels regnes eren part de l'ètnia Wu Hu i afirmaven ser emperador i wangs (reis). Els Xinesos Han van fundar els següents quatre estats: Yan septentrionals, Liang occidentals, Liang anteriors i l'estat de Wei. Sis governants xinesos dels Liang anteriors van romandre nominalment sota el govern de la dinastia Jin. La Dinastia Wei del Nord no es compta com un dels Setze Regnes tot i que va ser fundada durant el període.

## Història
El període dels Setze Regnes, també conegut com el període Wu Hu, va ser un dels períodes més devastadors de la història xinesa. Després d'un llarg període de domini xinès des de la dinastia Qin, l'Aixecament Wu Hu s'apoderà de gran part del cor de la Xina. Això no acabaria fins que Jin orientals recuperà gran part del centre de la Xina, mentre que Wei del Nord es va fer amb les àrees al nord del riu Groc.

### Aixecament inicial
En el 304, després de l'esclat de la guerra civil en la Dinastia Jin, les tribus Wu Hu, dirigides pels Xiongnu, es van aixecar contra el domini xinès. Al voltant del 311, amb el Desastre de Yongjia, les tribus Wu Hu sota el règim dels xiongnu de Han va començar la seva dominació sobre la plana del nord de la Xina. Al voltant del 317, les forces de Jin ja havien estat completament expulsades del nord de la Xina. Després de la caiguda de Chang'an i l'execució de l'emperador Min de Jin, Sima Rui, conegut pòstumament com l'emperador Yuan de Jin va restablir el govern Jin a Jiankang, que es va convertir en el nova capital de la dinastia. Un intent de recuperar la plana central de la Xina dirigit pel general Zu Tì va tenir èxit inicialment recuperant les actuals províncies de Henan i Shan-tung, però va acabar amb la mort de Zu en el 321.

### Zhao anteriors i Zhao Posteriors
El règim xiongnu de Han Zhao era dominant en la Xina del nord, i a la mort de Lieu Ts'ong el 318 els seus hereus només van poder conservar la part nord-oest dels seus estats amb Txangngan com a centre amb el nom de Zhao anteriors. Un cap xiongnu, Shi Le va conquerir la major part del nord de la Xina en nom de Zhao anteriors però mantenint el territori sota el seu propi control i el 319 es va separar de Zhao anteriors i va formar el seu propi estat, Zhao posteriors, i el 329 va capturar Liu Yao i conquerir als Zhao anteriors reunificant el nord de la Xina. El govern de Shi Le va ser extremadament brutal, segons es conta fins i tot usant moltes noies xineses com a provisions per a l'exèrcit.

### Ascensió de Ran Wei
El regne de Zhao posteriors, de grans dimensions, es va enfonsar a la mort de Shi Hu el 349 i els seus hereus i els generals es van disputar la successió i els mujong del Leao-tong van aprofitar l'anarquia per a apoderar-se de l'Hopei (entre 350 i 352), Shansi i Shantung i van acabar fundant la dinastia dels Yan anteriors amb capital a Yen, l'actual Beijing en 350, després Yecheng en 357, i finalment Luoyang en 664. Ran Min, un general dels Zhao posteriors es va declarar emperador de Ran Wei en 350 però el seu govern es va trobar amb l'oposició dels jie i altres wu hu i en resposta, Ran Min va ordenar que milers de Wu Hu foren ajusticiats. Els intents per enderrocar Ran Wei per part dels jie i altres tribus Wu Hu van fracassar en gran manera fins que els Xianbei van envair Ran Wei el 352 van derrotar a Ran Min. El règim dels Yan anteriors fundat pels Xianbei llavors va procedir a dominar gran part de la Xina del nord. Mentrestant, membres de la tribu Di van conquerir la regió al voltant de Shanxi, i van formar el règim de Jin anteriors.

### Expedicions de Huan Wen

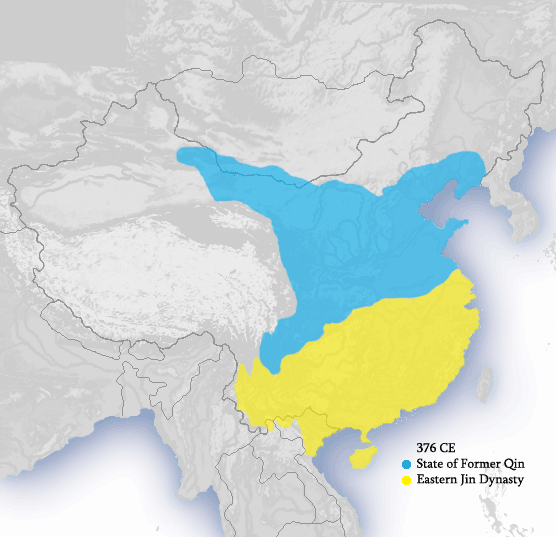
Territori de l'antic regne de Qin i la Dinastia Jin en el 376.

El general Huan Wen dels Jin orientals estava decidit a recuperar el nord de la Xina per als Jin orientals i entre el 346 i el 369, Huan Wen va llançar una sèrie d'expedicions contra els estats Wu Hu al nord. Tot i això, a causa de la falta de suport de la cort Jin, Huan Wen no va tenir èxit. En 354 va vèncer als Jin anteriors Lantian i arribant a Chang'an però es va haver de retirar per manca de subministraments per la terra cremada que havien practicat els Jin anteriors. Huan Wen va tornar al nord l'any 356 amb intencions de capturar Luoyang, en mans d'un general Jin revoltat anomenat Zhou Cheng mentre a la vegada Zhou Cheng era atacat per Yao Xiang dels Yan anteriors. Huan Wen va vèncer Yao Xiang al riu Yi i Zhou Cheng va rendir Luoyang a Huan Wen.
Jin orientals va llançar una campanya important contra Yan anteriors l'any 369 derrotant-los i arribant a Fangtou, però el general Yan Murong Chui va aturar l'avanç de Jin al riu Groc i al seu torn la cavalleria Xianbei tallava les línies de subministrament Jin obligant-los a retirar-se, sent derrotats a la batalla de Fangtou conquerint als Yan anteriors i unificant la majoria del nord de la Xina.

### Ensulsiada de Qin anteriors

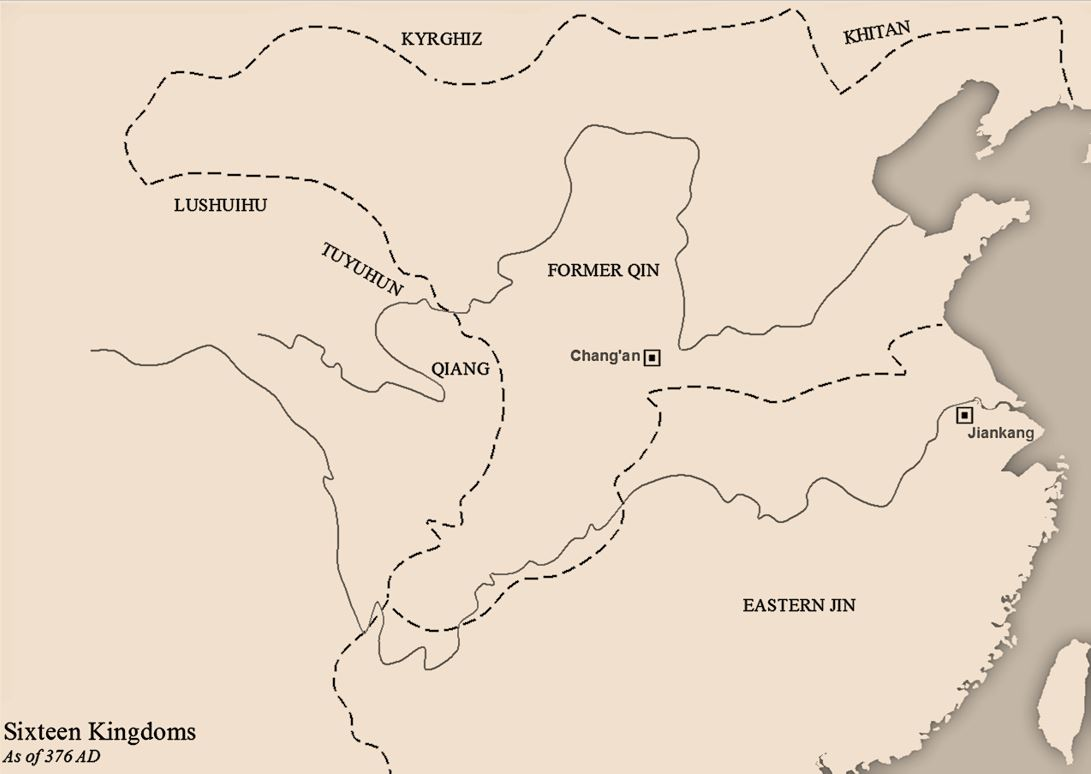
La Xina en 376 abans de la batalla del Riu Fei

El 376, després de dues campanyes contra Liang anteriors i l'estat de Dai, el governant de l'Imperi Di dels Jin anteriors, Fú Jiān, va tornar a unificar tot el nord de la Xina. La independència de l'últim estat xinès, la dinastia Jin oriental, estava ara en perill.
Tractant de capitalitzar el seu èxit i de conquerir tota la Xina, Fú Jiān va procedir a envair el territori de la dinastia Jin oriental, l'últim estat xinès han, la conquesta del qual el faria el primer governant no-xinès de la Xina. Malgrat tot, l'exèrcit de Jin es fa refer i les forces xineses van aconseguir un èxit complet en la batalla del Riu Fei, on uns 300.000 soldats de Qin anteriors van ser derrotats en 383 per un exèrcit de 80.000 soldats de Jin. Jin anteriors llavors es va ensulsiar. Després de la batalla, les forces Jin van avançar cap al riu Groc i van recuperar gran part de terreny xinès.

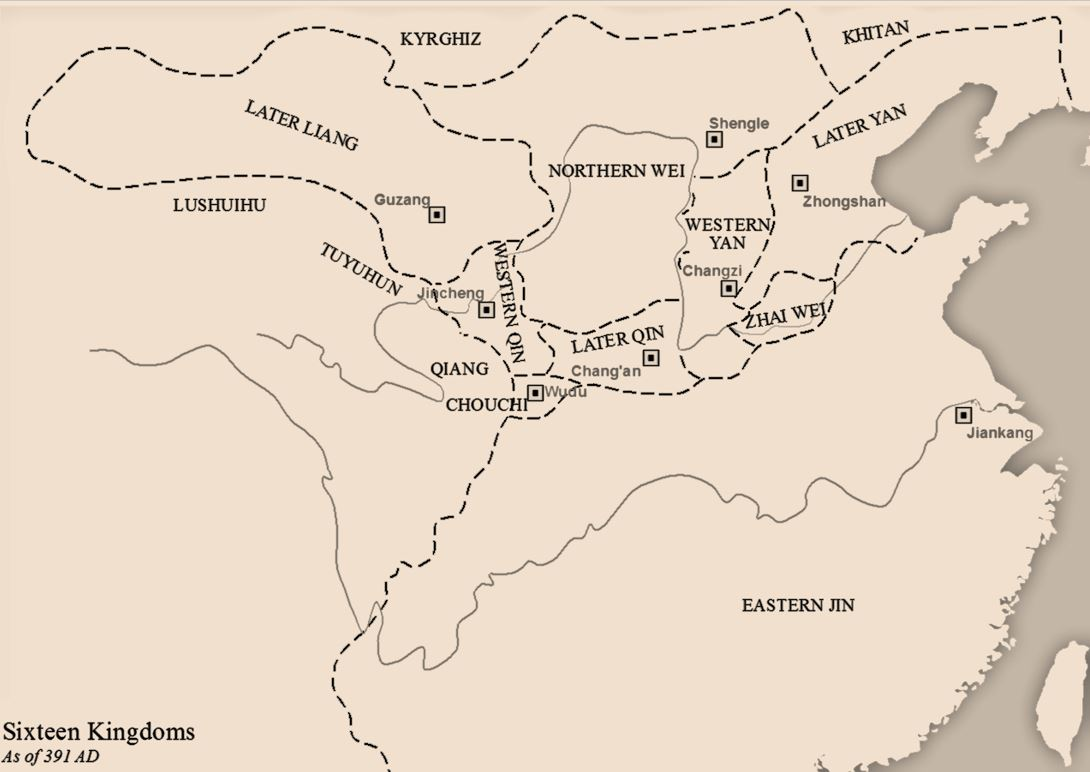
Disgregació de Jin anteriors després de la batalla del Riu Fei

La derrota a la batalla del Riu Fei va provocar una gran inestabilitat i tot i que la dinastia dels Jin anteriors va durar fins al 394, a Henan, Zhai Liao, un líder ètnic dingling va fundar Zhai Wei el 388 i tres estats se'n van independitzar al nord: el Xianbei Murong Chui es va apoderar de Hopei i Shantung en 384 fundant la dinastia dels Yan posteriors, que el 392 va conquerir Zhai Wei, el Xianbei Murong Hong es va apoderar de l'antiga capital Chang'an en 385 i va fundar la Dinastia dels Yan occidentals, però es va desplaçar a l'est establint-se a Shanxi, on només va durar fins al 394, quan va caure en mans dels Yan posteriors, i el mateix Fu Jiān moriria el 385 a mans del seu antic general Yao Chang, que fundaria la dinastia dels Jin posteriors a Shanxi i part de Honan aprofitant la marxa dels Yan occidentals de Chang'an.
Jin posteriors va conquerir la resta dels Jin anteriors el 394 i al seu torn cauria a mans dels Jin orientals en 417. Al nord-oest van emergir dos estats després de la batalla del Riu Fei, Qin occidentals, fundat pel xianbei Qifu Guoren a l'est de Gansu, i els Liang posteriors fundats pel di Lü Guang a Guzang.

### Liang posteriors

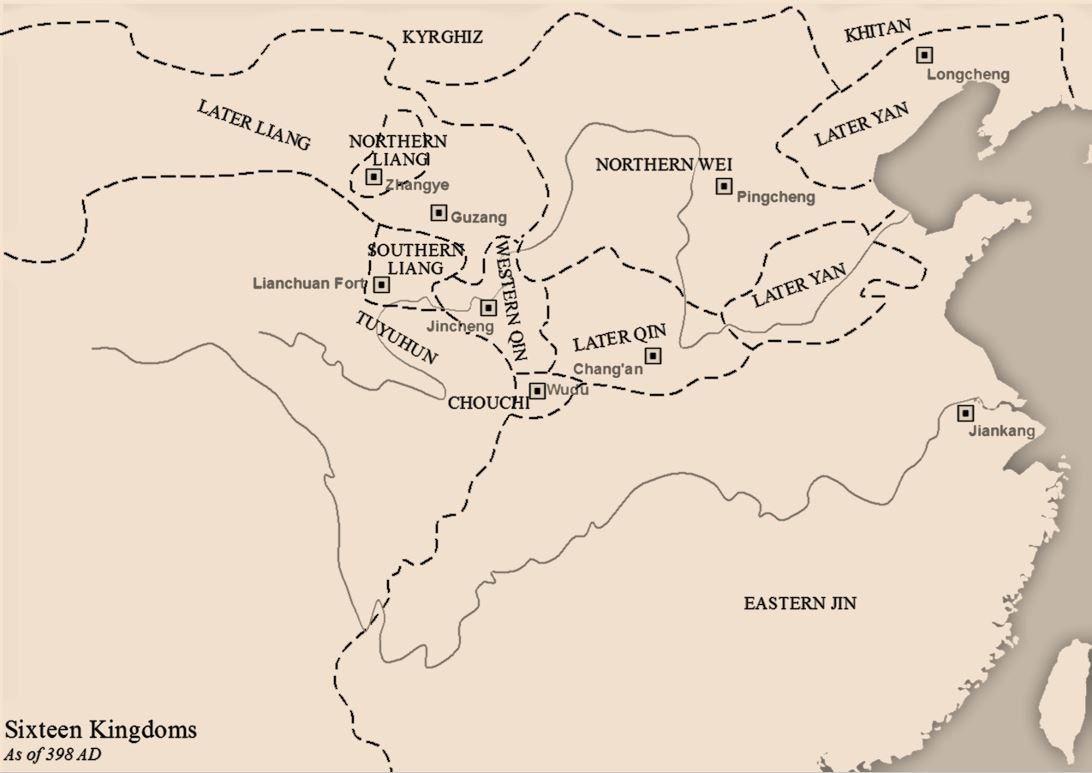
Disgregació de Liang posteriors en 397

A la seva part oriental, Liang posteriors se'n va separar el Liang septentrionals al nord fundat per Tufa Wugu, un Xianbei, i Liang meridionals al sud fundat per un xinès ètnic, Duan Ye l'any 397. Liang posteriors foren conquerits per Jin posteriors en 403. El 405, Li Gao, el comandant xinès a Dunhuang, es va separar de Liang septentrionals i va fundar Liang occidentals, que va ser reabsorbit pel Liang septentrionals l'any 421. Els descendents de Li Gao van fundar la dinastia Tang al segle VII. Liang meridionals va ser conquerit pels Jin occidentals el 414, i el Liang septentrionals va durar fins al 439, quan es va rendir a Wei del Nord.

### Wei del Nord
En 386 Touba Gui va fundar Wei del Nord a Mongòlia i Shanxi com a successor de l'estat de Dai, i veient el seu creixement, els Yan posteriors els atacaren però foren derrotats a la batalla de Canhepi i els anys següents Wei del Nord va arribar fins al riu Groc, capturant Hebei Yan posteriors el 397 i les restes dels Yan van quedar separades. Murong Bao va traslladar en 398 la capital de Yan posteriors a Liaoning, al nord però Murong De es va negar a moure's al nord i va fundar a Henan i Shandong, al sud, Yan meridionals, que fou conquerit per Jin orientals en 410. El territori del nord es va convertir en Yan septentrionals en 407 quan el general Feng Ba va matar l'emperador Murong Xi i va instal·lar Gao Yun, un descendent de la reialesa de Koguryö que l'any 409, va ser assassinat per Feng Ba, un xinès Han assimilat a la cultura Xianbei, que va prendre el control de Yan meridionals, que fou conquerit per Wei del Nord en 436.
Wei del Nord va unificar el nord de la Xina en 439 quan després de capturar Liang occidentals en 421 va capturar Wuwei a Liang septentrionals. Qin occidentals fou conquerit per Jin posteriors en 400 i es va tornar a independitzar en 409.

### Expedicions de Liu Yu

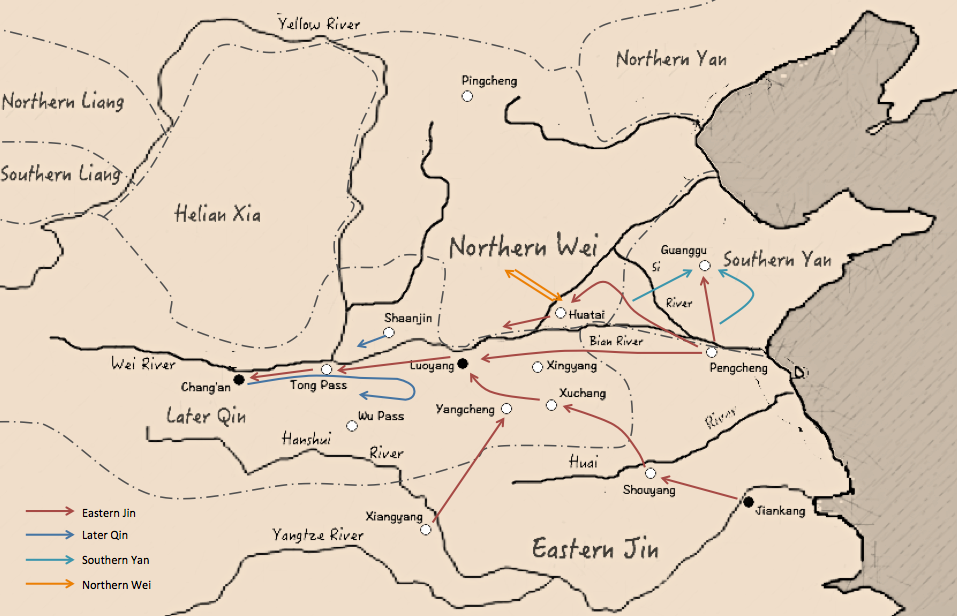
Les expedicions de Liu Yu

En l'any 406, el general de Jin orientals, Liu Yu, va començar una sèrie de campanyes destinades a reclamar el cor del territori xinès. L'any 409 CE va atacar des de Jiankang a Xiapei i després a Longchen construint fortaleses per evitar que Yan tallessin els seus subministraments, derrotant Yan meridionals a la batalla de Linqu i arribant a la seva capital Guanggu, que van capturar en 410.
L'any 416 dC, Liu Yu va llançar un gran atac contra Jin posteriors prenent Xuchang i Luoyang i després va enviar dos exèrcits a Shaanxi per enfrontar-se a les restes de les forces de Jin posteriors però van ser interceptats per Wei del Nord, que foren derrotats, i finalment va capturar Chang'an el 417, però la va perdre en el 418 a mans de Helian Bobo que va fundar el regne de Hia, que va conquerir Jin posteriors en 431. Tot i això, l'èxit de Liu Yu va significar que controlava tot el territori xinès fins al riu Groc mentre el nord estava ara sota el control del xianbei Wei del Nord. Liu Yu es va apoderar del tron de l'Emperador Gong de Jin, convertint-se en l'emperador Wu de Liu Song.

## Participació dels regnes no Han ni Wuhu
El regne coreà-mohe Koguryö va ser un estat poderós i influent al nord-est de la Xina al principi del període dels Setze Regnes. Goguryeo va ser atacat pels Xianbei Murong durant moltes ocasions, i en el 342 el Príncep Murong Huang de Yan anteriors va capturar la capital Goguryeo de Hwando. Sota el potent i dinàmic lideratge dels reis feudals, Goguryeo durant el regnat de Gwanggaeto el Gran va envair amb èxit els regnes coreans de Baekje, Silla, i Dongbuyeo.

## Mapes

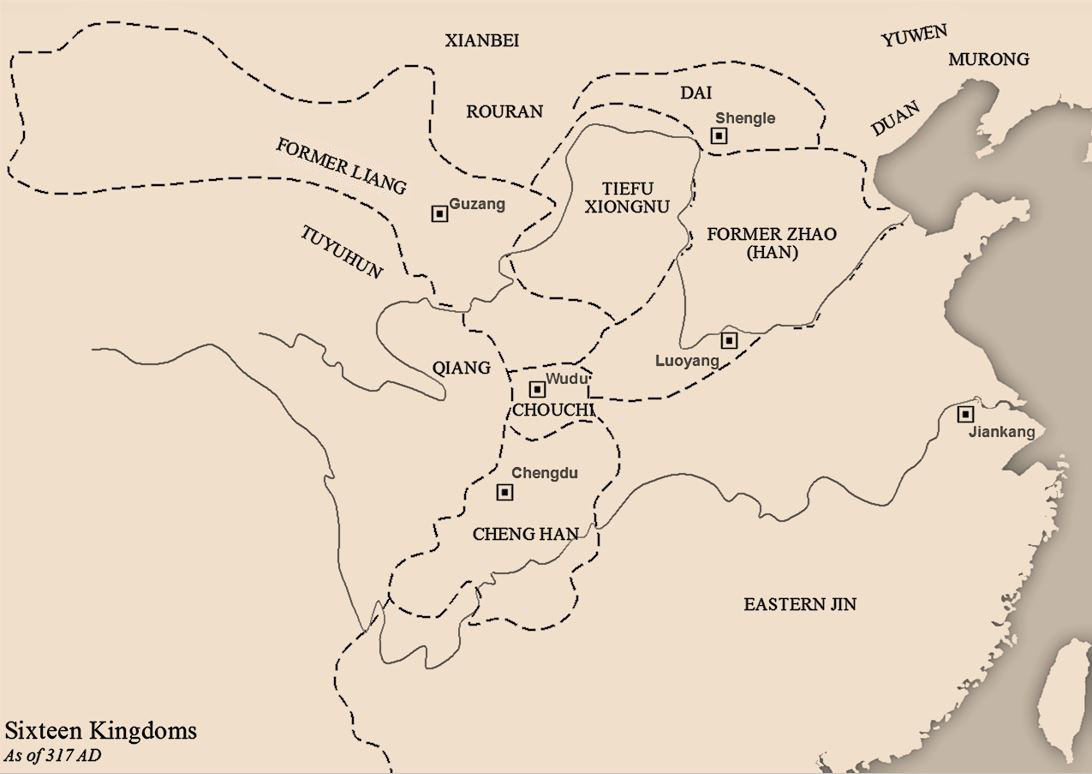
317 aC
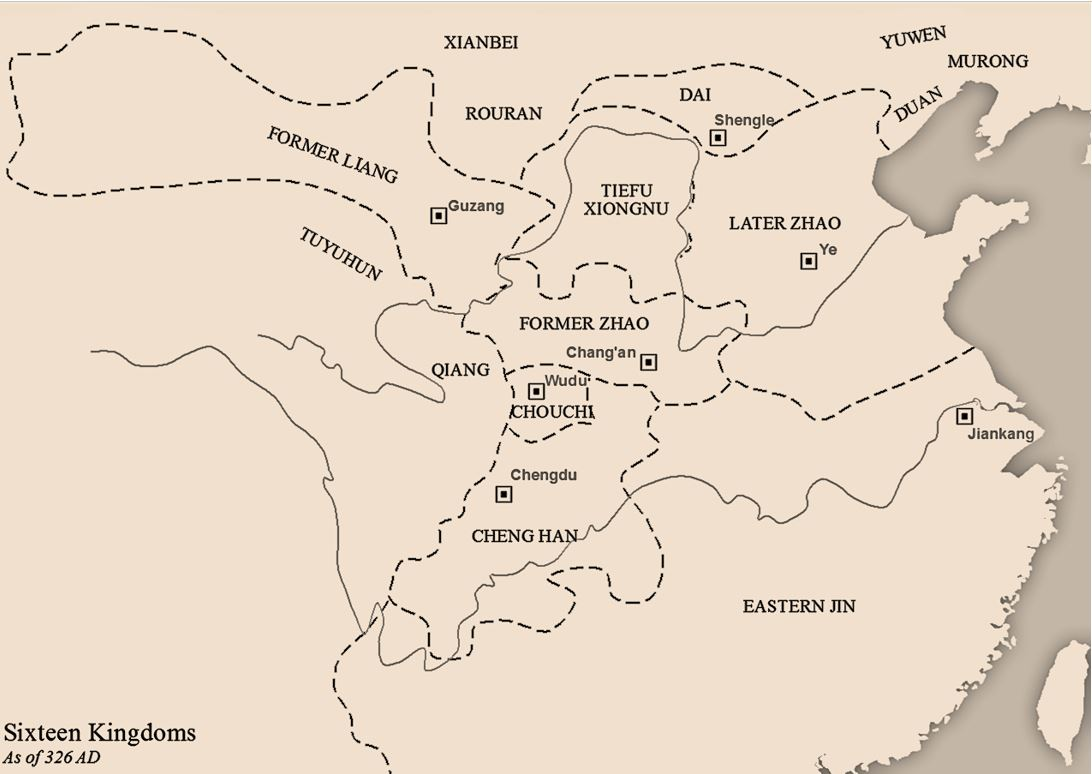
326
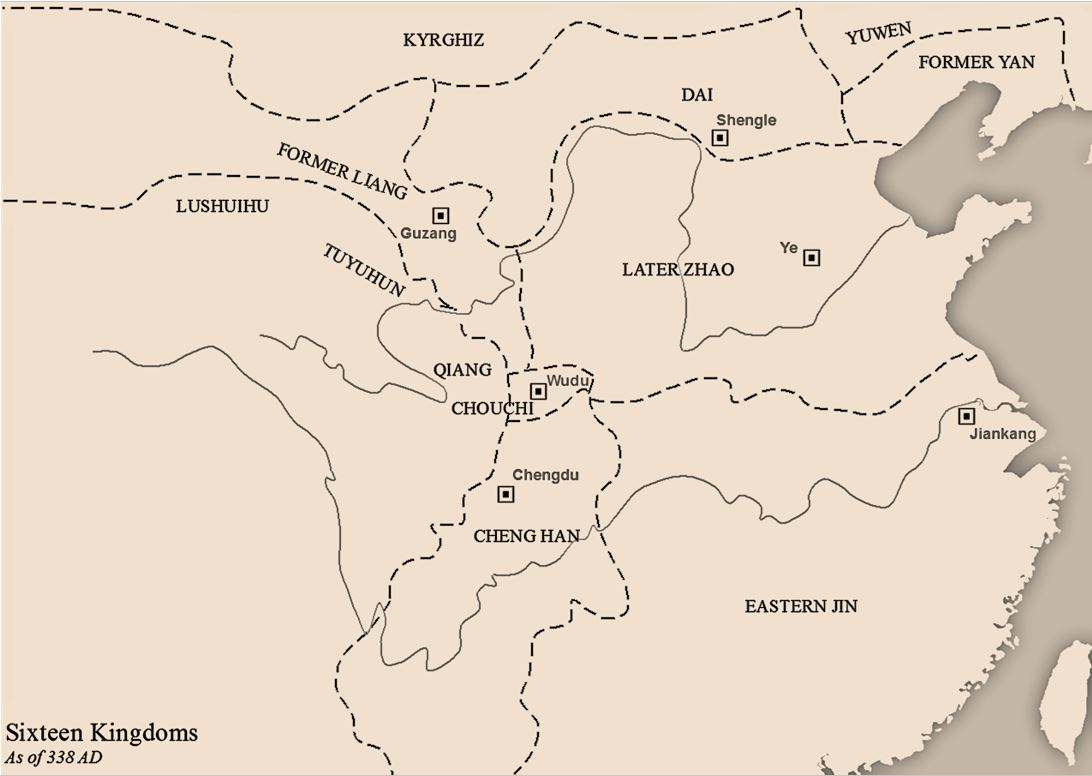
338
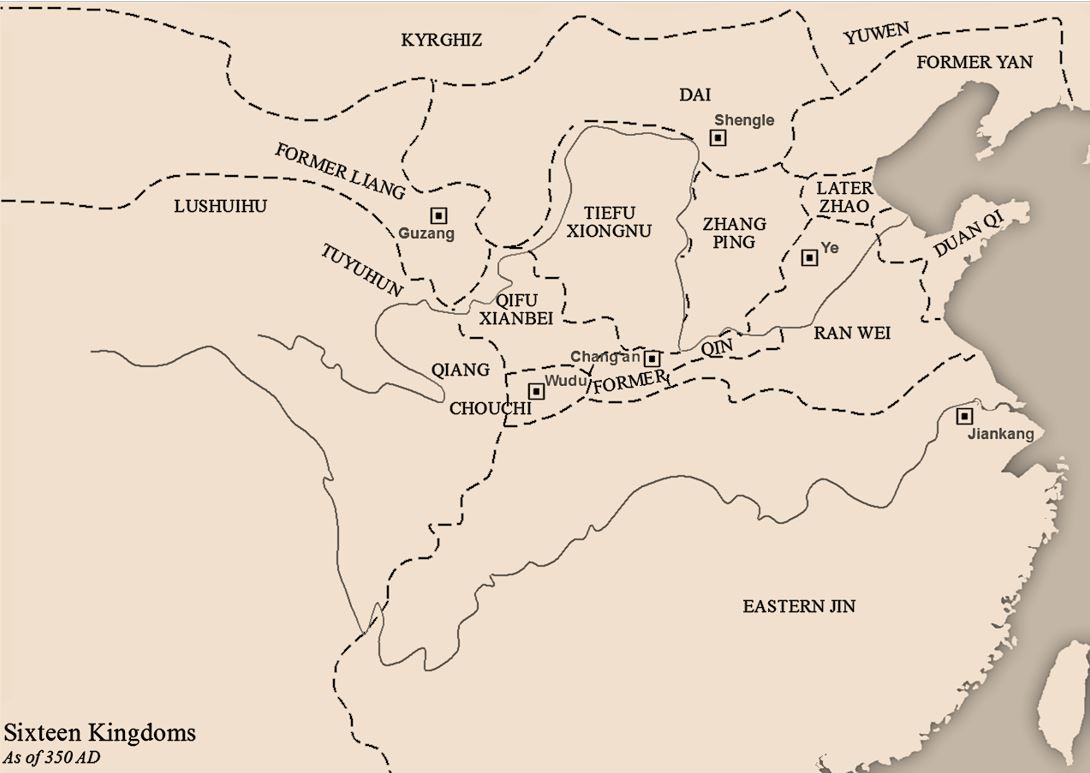
350
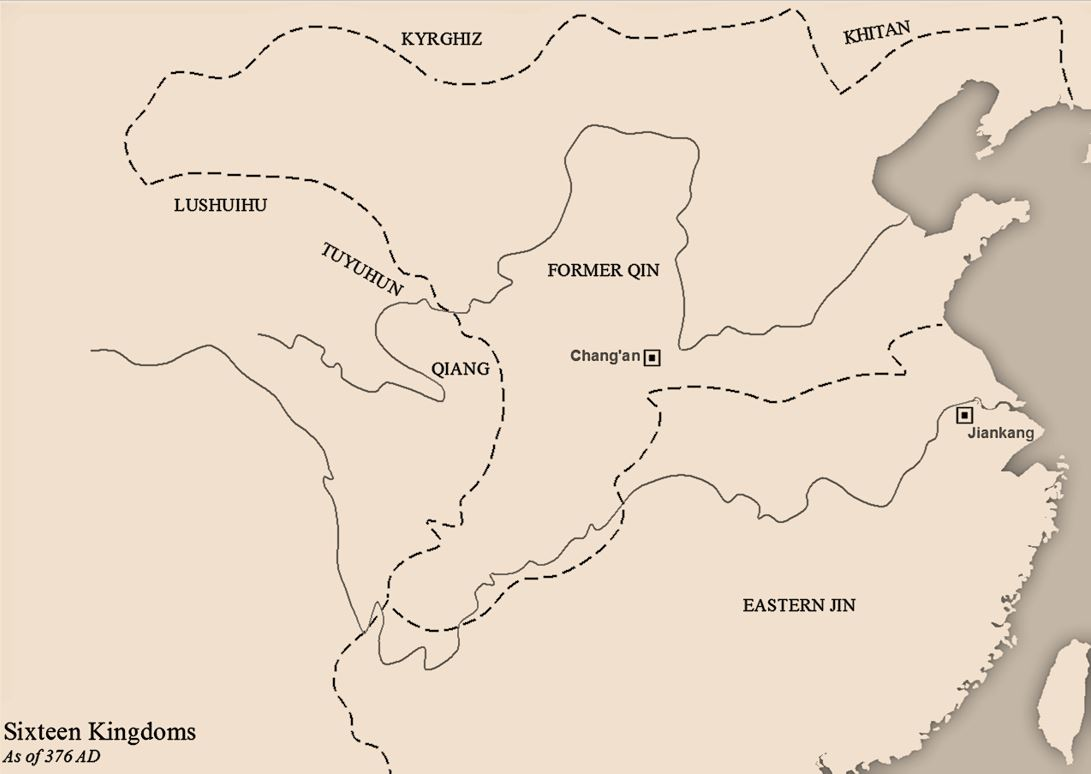
376
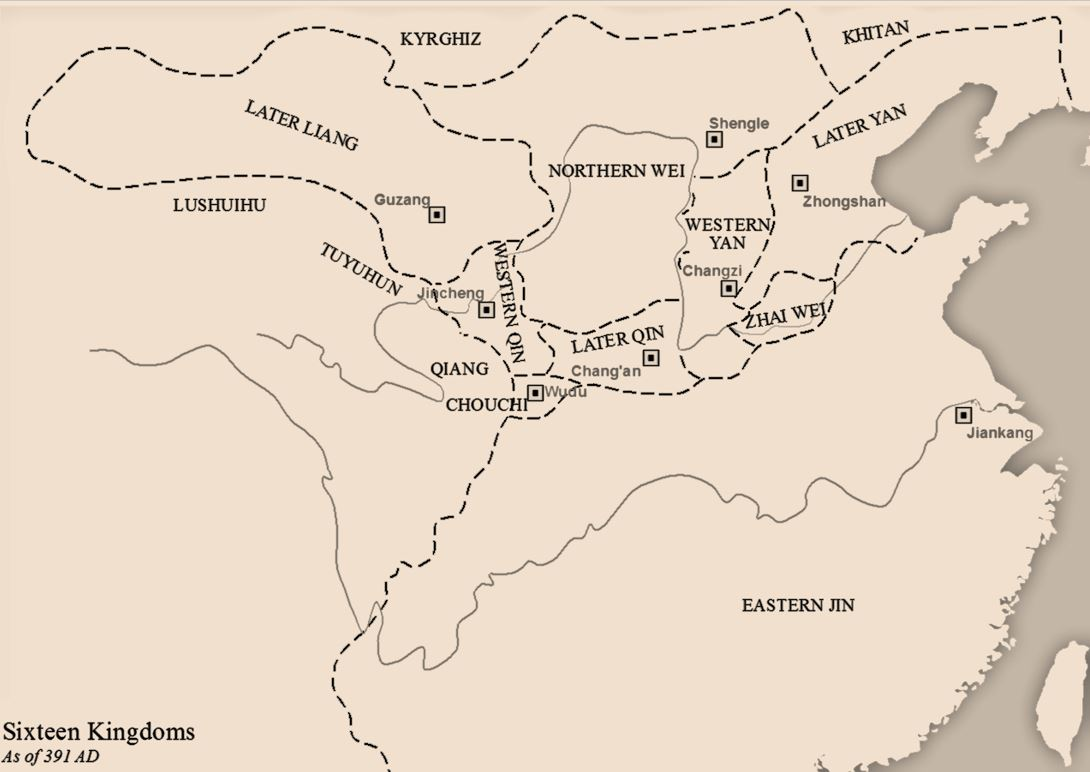
391
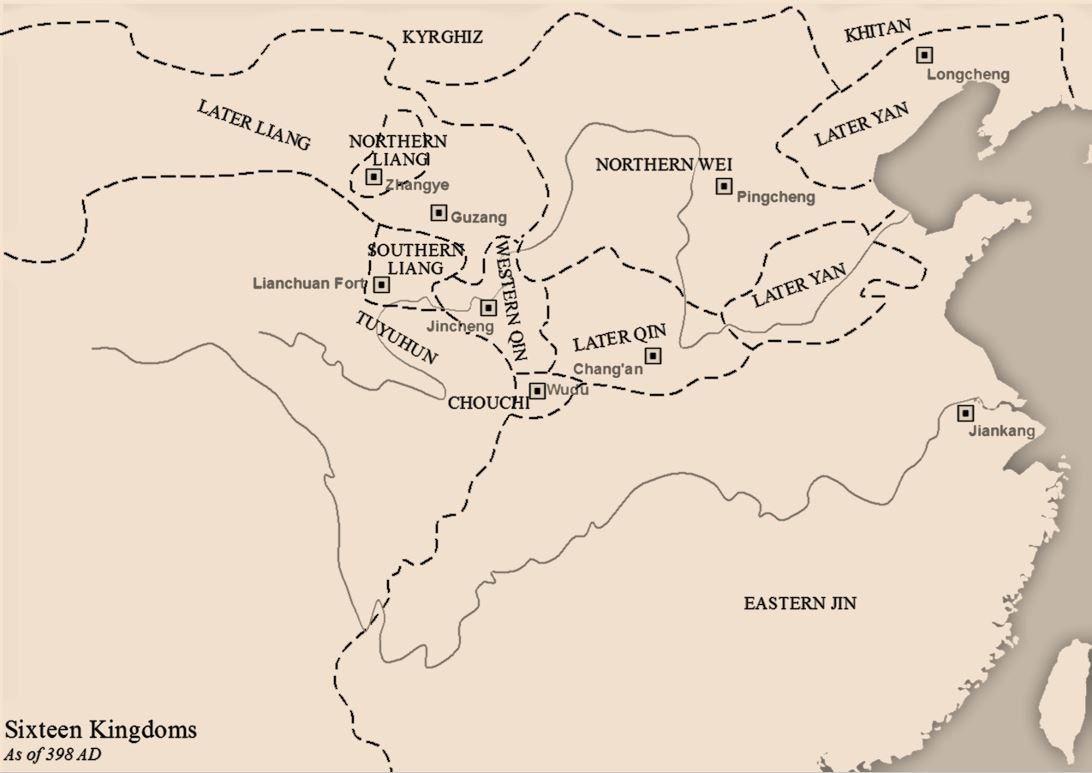
398
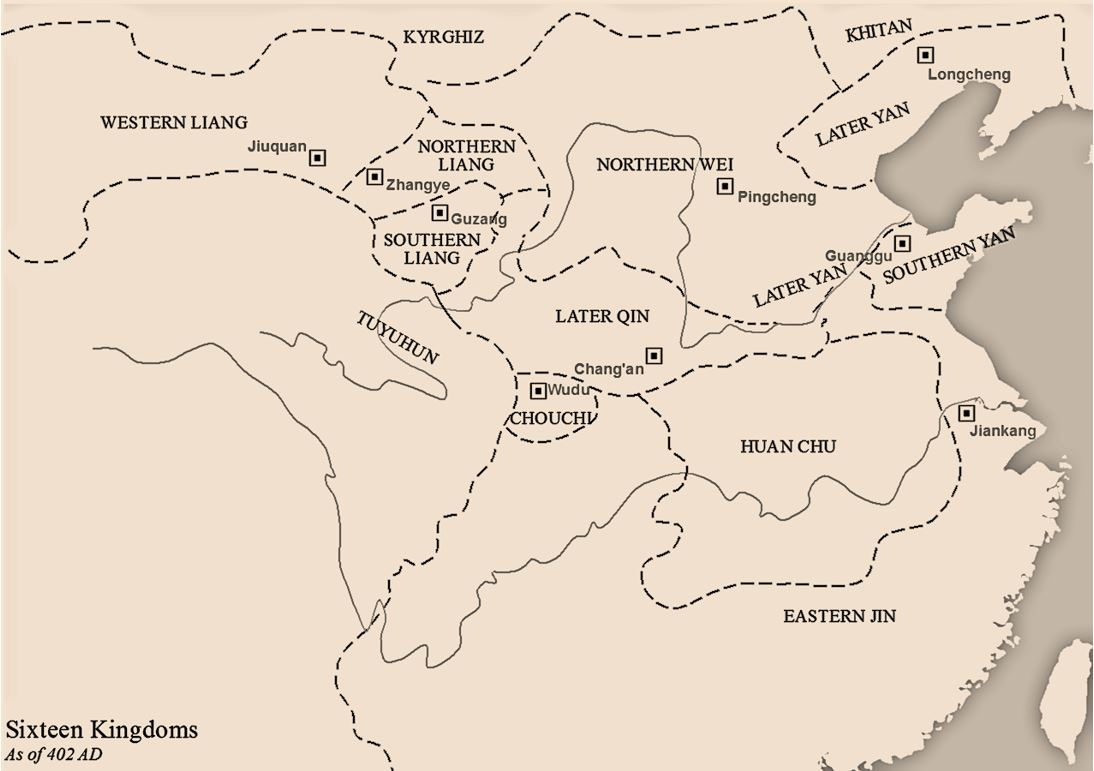
402
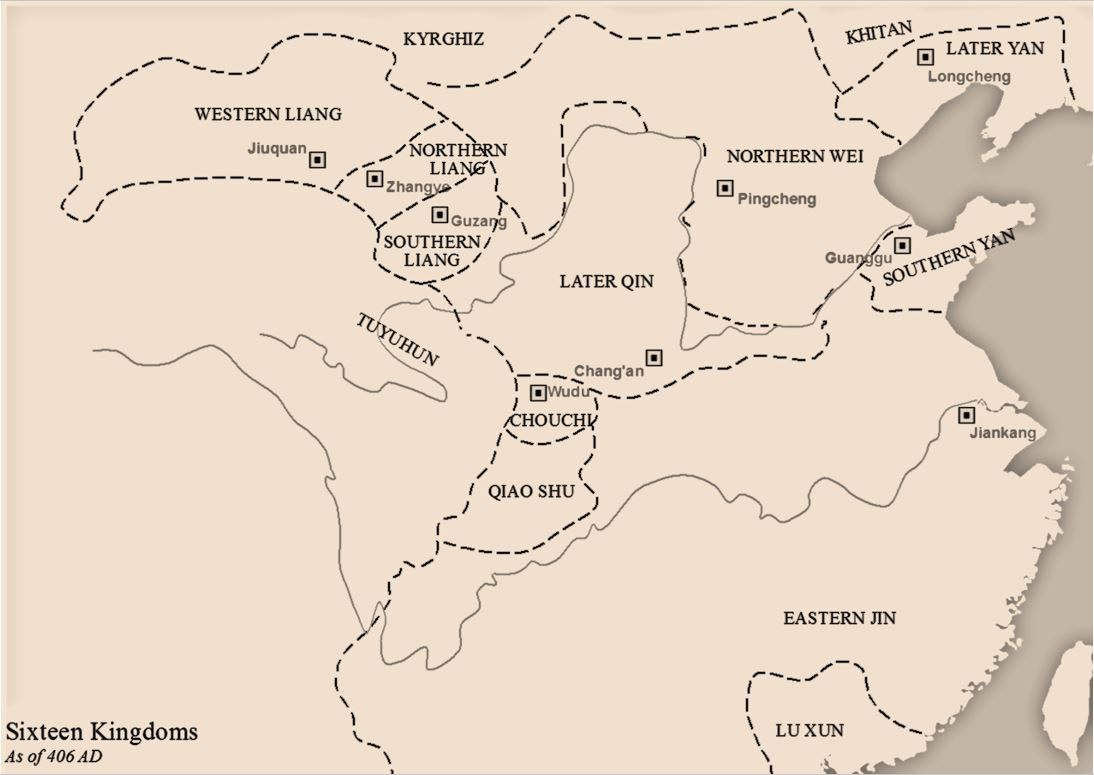
406
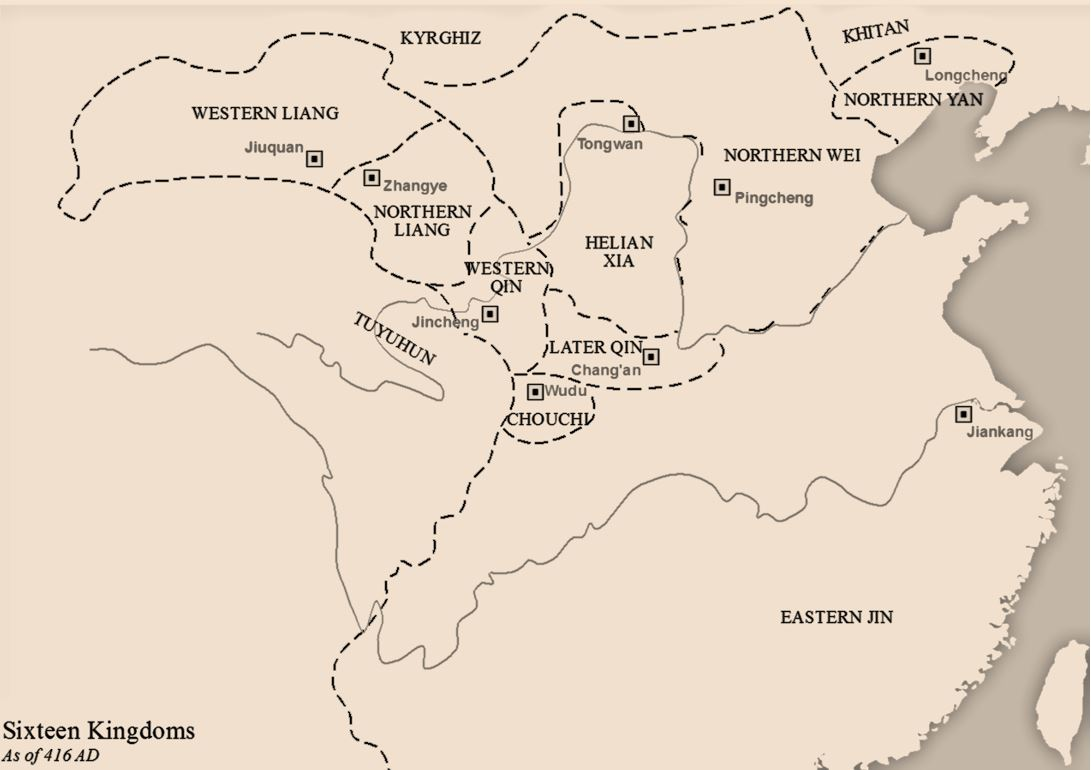
416
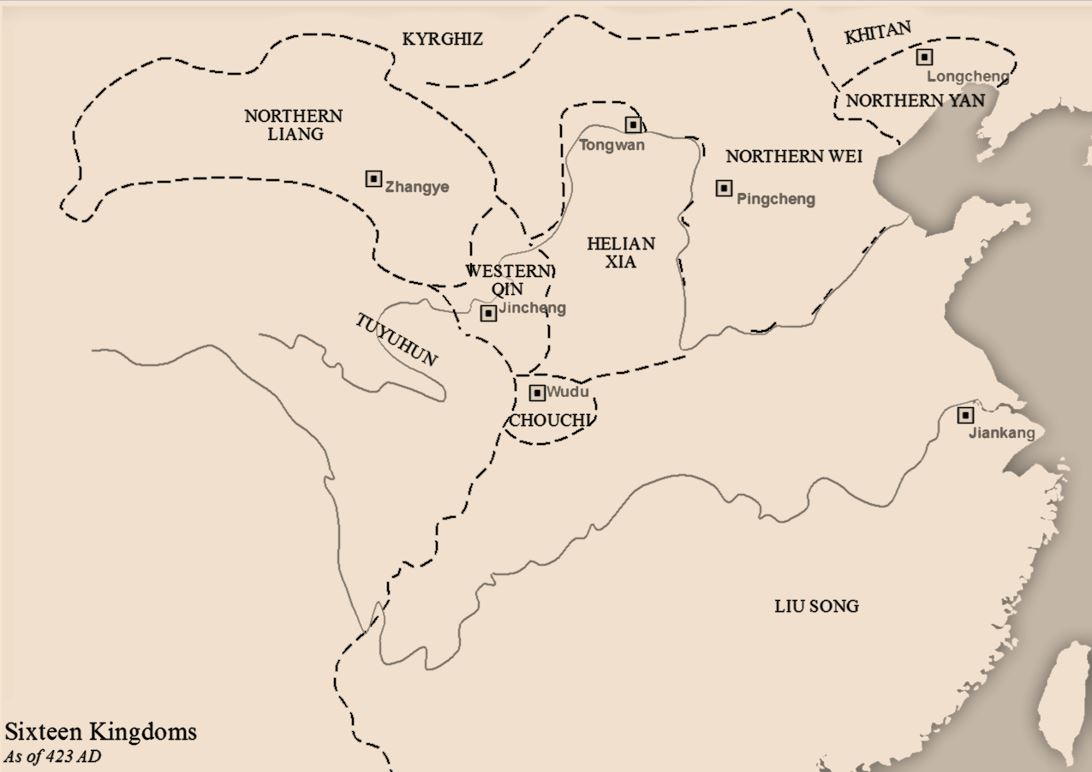
423
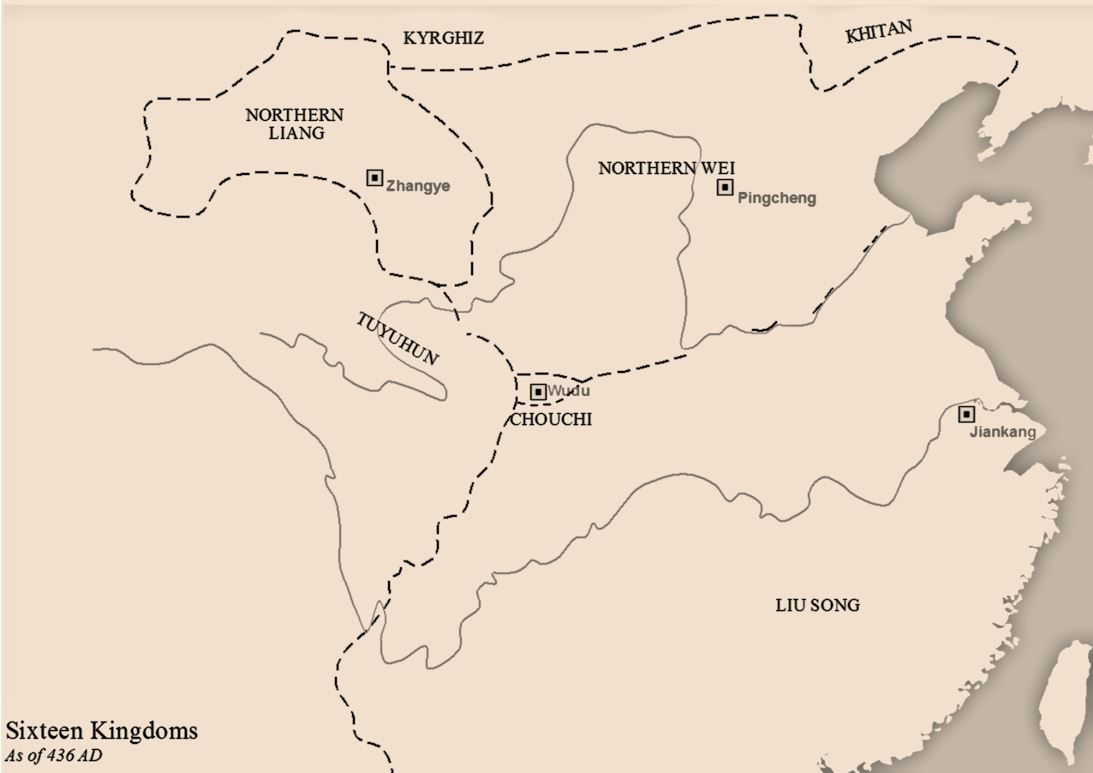
436